# Gelson Radaelli
Gelson Ivo Radaelli (Nova Bréscia, 16 de noviembre de 1960 - Porto Alegre, 28 de noviembre de 2020), más conocido como Gelson Radaelli, fue un premiado artista, escultor e ilustrador brasileño.

## Biografía
En 1986 se licenció en comunicación social. Fue editor de arte del diario "O Continente". Realizó cursos con Karin Lambrecht, Maichel Chapmam, Luis Baravelli, Armando Almeida y estudió pintura durante 3 años con Fernando Baril.
Se desempeñó en Porto Alegre, donde dirigió un restaurante de su propiedad, el Atelier de Massas, cuya decoración idealizada, así como la carta y la variada selección de vinos, lo convierten en uno de los restaurantes italianos más aclamados del país. Es donde el artista tiene un estudio, una especie de rincón donde se toma el tiempo para idealizar y crear sus obras.
Expuso sus pinturas en importantes espacios de su ciudad de residencia y también en varios estados con exposiciones individuales y colectivas.

## Fallecimiento
El 28 de noviembre de 2020, después de una madrugada en el trabajo en su restaurante, Gelson Radaelli regresó a su casa en Porto Alegre, donde sufrió un infarto repentino y finalmente murió. Gelson dejó a su esposa, Rogéria, y a sus hijos, Tulia y Teodoro. Su muerte generó una gran conmoción en la ciudad de Porto Alegre y en la comunidad artística brasileña, y se realizaron varios homenajes, entre ellos MARGS y la Fundación Iberê Camargo. También expresaron sus sentimientos a amigos, familiares y admiradores de su labor artística y gastronómica. La despedida se realizó en una pequeña ceremonia, cerrada a amigos y familiares, en el Angelus Memorial.

## Premios
- Lo más destacado de las Azores en la pintura: Gelson Radaelli - Exposición Tormenta - Galeria Iberê Camargo.
- Azorianos a la mejor exposición colectiva: Eduardo Haesbaert, Fabio Zimbres y Gelson Radaelli - Exposición A Casa do Desenho - Museu do Trabalho.